# Campeonato Europeo de Soling
El Campeonato Europeo de Soling es la máxima competición de la clase de vela Soling a nivel europeo. Se realiza anualmente desde 1968 bajo la organización de la Federación Europea de Vela (EUROSAF). Este tipo de embarcación fue una clase olímpica desde los Juegos Olímpicos de Múnich 1972 hasta los de Sídney 2000.

## Palmarés
| N.º     | Año  | Sede                           | Oro                                                                    | Plata                                                             | Bronce                                                                  |
| ------- | ---- | ------------------------------ | ---------------------------------------------------------------------- | ----------------------------------------------------------------- | ----------------------------------------------------------------------- |
| I       | 1968 | Skovshoved ( Dinamarca)        | Per Spilling · Noruega                                                 | Geert Bakker · Países Bajos                                       | Niels Bolt Jörgensen Dinamarca                                          |
| II      | 1969 | Sandhamn · ( Suecia)           | Arved von Grünewaldt · Tommy Nilsson · Anders Nordin · Suecia          | Kellner · Suecia                                                  | Eckart Wagner RFA                                                       |
| III     | 1970 | Hankø · ( Noruega)             | Paul Elvstrøm Poul Mik-Meyer Jan Kjærulff Dinamarca                    | Arved von Grünewaldt · Tommy Nilsson · Anders Nordin · Suecia     | Pelle Petterson · Suecia                                                |
| IV      | 1971 | Travemünde ( RFA)              | Paul Elvstrøm Valdemar Bandolowski Niels Jensen Dinamarca              | Timir Pineguin Valentin Zamotaikin Rais Galimov URSS              | Niels Bolt Jörgensen Dinamarca                                          |
| V       | 1972 | Copenhague ( Dinamarca)        | Roland Schwarz Lothar Koepsel Werner Christoph RDA                     | John Oakeley Charles Reynolds Barry Dunning Reino Unido           | Paul Elvstrøm Valdemar Bandolowski Niels Jensen Dinamarca               |
| VI      | 1973 | Medemblik · ( Países Bajos)    | Dieter Below Olaf Engelhardt Michael Zachries RDA                      | Ulrich Strohschneider · Austria                                   | Roland Schwarz Lothar Koepsel Werner Christoph RDA                      |
| VII     | 1974 | Clyde ( Reino Unido)           | Wilhelm Kuhweide Axel May Karsten Meyer RFA                            | Poul Høj Jensen RDA                                               | Roland Schwarz Lothar Koepsel Werner Christoph RDA                      |
| VIII    | 1975 | Alassio · ( Italia)            | Stig Wennerström · Lennart Roslund · Stefan Krook · Suecia             | Roland Schwarz Lothar Koepsel Werner Christoph RDA                | Fabio Albarelli · Gianfranco Oradini · Leopoldo Di Martino · Italia     |
| IX      | 1976 | Ginebra · ( Suiza)             | Dieter Below Olaf Engelhardt Michael Zachries RDA                      | Poul Høj Jensen Valdemar Bandolowski Erik Hansen Dinamarca        | Hubert Raudaschl · Walter Raudaschl · Rudi Mayer · Austria              |
| X       | 1977 | Atenas · ( Grecia)             | Fritz Geis Gerhard Fehzner Andreas Bock RFA                            | Wilhelm Kuhweide Axel May Karsten Meyer RFA                       | Valdemar Bandolowski Jørgen Lindhardtsen Erik Hansen Dinamarca          |
| XI      | 1978 | Kiel ( RFA)                    | Hans Fogh · John Kerr · Dennis Toews · Canadá                          | Glen Dexter · Andreas Josenhans · Sandy McMillan · Canadá         | Dieter Below Olaf Engelhardt Michael Zachries RDA                       |
| XII     | 1979 | La Rochelle ( Francia)         | Eduardo Ramos de Souza · Manfred Kaufmann · Thomas Heimann · Brasil    | Geert Bakker · Pieter Keijzer · Harald de Vlaming · Países Bajos  | Arved von Grünewaldt · Tommy Nilsson · Anders Nordin · Suecia           |
| XIII    | 1980 | Helsinki · ( Finlandia)        | Boris Budnikov Alexandr Budnikov Nikolai Poliakov URSS                 | Wilhelm Kuhweide Eckart Loell Sebastian Ziegelmayer RFA           | Poul Høj Jensen Valdemar Bandolowski Erik Hansen Dinamarca              |
| XIV     | 1981 | Attersee · ( Austria)          | Michael Farthofer · Georg Vartian · Christian Holler · Austria         | Jörg Hermann Decker Olbricht RDA                                  | Fritz Geis Richard Fricke Karl Fricke RFA                               |
| XV      | 1982 | Copenhague ( Dinamarca)        | Hans Fogh · Poul Høj Jensen · John Kerr · Canadá                       | Boris Budnikov Alexandr Budnikov Nikolai Poliakov URSS            | Eugenij Kudriashov URSS                                                 |
| XVI     | 1983 | Medemblik · ( Países Bajos)    | Hans Fogh · John Kerr · Stephen Calder · Canadá                        | Boris Budnikov Guennadi Straj Oleg Miron URSS                     | Helmar Nauck Norbert Hellriegel Sven Diedering RDA                      |
| —       | 1984 | —                              | No realizado                                                           | No realizado                                                      | No realizado                                                            |
| XVII    | 1985 | Balatonfüred · ( Hungría)      | Terje Wang · Jan Petterson · Bjørn Selander · Noruega                  | Jochen Schümann Thomas Flach Bernd Jäkel RDA                      | Gueorgui Shaiduko Nikolai Poliakov Serguei Kanov URSS                   |
| XVIII   | 1986 | Warnemünde ( RDA)              | Jochen Schümann Thomas Flach Bernd Jäkel RDA                           | Lennart Persson · Eje Öberg · Tony Wallin · Suecia                | Thomas Jungblut Thomas Maschkiwitz Kröger RFA                           |
| XIX     | 1987 | Karlshamn · ( Suecia)          | Gueorgui Shaiduko Nikolai Poliakov Serguei Kanov URSS                  | Jochen Schümann Thomas Flach Bernd Jäkel RDA                      | Hans Fogh · Stephen Calder · Hank Lammens · Canadá                      |
| XX      | 1988 | Alassio · ( Italia)            | Jochen Schümann Thomas Flach Bernd Jäkel RDA                           | John Kostecki William Baylis Robert Billingham Estados Unidos     | Jesper Bank Jan Mathiasen Steen Secher Dinamarca                        |
| XXI     | 1989 | Oslo · ( Noruega)              | Jesper Bank Jesper Seier Steen Secher Dinamarca                        | Serguei Pichuguin Guennadi Straj Andrei Nikandrov URSS            | Jochen Schümann Thomas Flach Bernd Jäkel RDA                            |
| XXII    | 1990 | Prien ( RFA)                   | Marc Bouet Fabrice Levet Alain Pointet Francia                         | Jochen Schümann Thomas Flach Bernd Jäkel RDA                      | Roy Heiner · Ed van der Steene · Yska Minks · Países Bajos              |
| XXIII   | 1991 | Pornichet ( Francia)           | David Curtis Brad Dellenbaugh Paul Murphy Estados Unidos               | Magnus Holmberg · Björn Alm · Johan Barne · Suecia                | Jochen Schümann Thomas Flach Bernd Jäkel RDA                            |
| XXIV    | 1992 | Cádiz · ( España)              | Per Åhlby · Stefan Nordström · Jan-Olov Sandberg · Suecia              | Michael Luschan · Stefan Lindner · Georg Stadler · Austria        | Magnus Holmberg · Björn Alm · Johan Barne · Suecia                      |
| XXV     | 1993 | Portorož ( Eslovenia)          | Jochen Schümann · Thomas Flach · Bernd Jäkel · Alemania                | Albert Batzill · Peter Lang · Eddy Eich · Alemania                | Rune Jacobsen · Erling Landsværk · Thom Haaland · Noruega               |
| XXVI    | 1994 | Vilamoura ( Portugal)          | Jochen Schümann · Thomas Flach · Bernd Jäkel · Alemania                | Stig Westergaard Jens Bojsen-Møller Bjørn Westergaard Dinamarca   | Ian Walker Australia                                                    |
| XXVII   | 1995 | Marstrand · ( Suecia)          | Jesper Bank Kræn Nielsen Thomas Jacobsen Dinamarca                     | Herman Johannessen · Paul Davis · Espen Stokkeland · Noruega      | Cameron Miles James Mayjor Chris Links Australia                        |
| XXVIII  | 1996 | Balatón · ( Hungría)           | Serhi Pichuhin · Serhi Jaindrava · Volodymyr Korotkov · Ucrania        | Christian Binder · Franky Fellner · Volker Moser · Austria        | György Wossala · László Kovácsi · Károly Vezér · Hungría                |
| XXIX    | 1997 | Troon ( Reino Unido)           | Jochen Schümann · Gunnar Bahr · Ingo Borkowski · Alemania              | Andrew Beadsworth Barry Parkin Chris Mason Reino Unido            | Herman Johannessen · Paul Davis · Espen Stokkeland · Noruega            |
| XXX     | 1998 | Izola ( Eslovenia)             | Serhi Pichuhin · Volodymyr Korotkov · Serhi Timojov · Ucrania          | Gueorgui Shaiduko · Serguei Volchkov · Kramskoi · Rusia           | Jochen Schümann · Gunnar Bahr · Ingo Borkowski · Alemania               |
| XXXI    | 1999 | Sandefjord · ( Noruega)        | Roy Heiner · Peter van Niekerk · Dirk de Ridder · Países Bajos         | Serhi Pichuhin · Volodymyr Korotkov · Serhi Timojov · Ucrania     | Jochen Schümann · Gunnar Bahr · Ingo Borkowski · Alemania               |
| XXXII   | 2000 | La Rochelle ( Francia)         | Jesper Bank Henrik Blakskjær Thomas Jacobsen Dinamarca                 | Gueorgui Shaiduko · Oleg Jopiorski · Andrei Kiriliuk · Rusia      | Serhi Pichuhin · Volodymyr Korotkov · Serhi Timojov · Ucrania           |
| XXXIII  | 2001 | Attersee · ( Austria)          | Christian Binder · Franky Fellner · Christian Panek · Austria          | Heiko Winkler · Stefan Wenzel · Jens Niemann · Alemania           | Carl Auteried · Thomas Beclin · Martin Kendler · Austria                |
| XXXIV   | 2002 | Castiglione · ( Italia)        | Carl Auteried · Thomas Beclin · Martin Kendler · Austria               | Markus Schneeberger · Volker Moser · Christian Panek · Austria    | György Wossala · László Kovácsi · Károly Vezér · Hungría                |
| XXXV    | 2003 | Torbole · ( Italia)            | Balázs Gyenese · Gyula Mónus · Károly Vezér · Hungría                  | Roman Koch · Maxl Koch · Gregor Bornemann · Alemania              | Karl Haist · Daniel Diesing · Jacob Carsten · Alemania                  |
| XXXVI   | 2004 | Tønsberg · ( Noruega)          | Markus Schneeberger · Volker Moser · Christian Panek · Austria         | Boštjan Antončič Gennadi Strakh Željko Perovič Eslovenia          | Pål Christoffersen · Karl Book · Espen Kamperhaug · Noruega             |
| XXXVII  | 2005 | Medemblik · ( Países Bajos)    | Roman Koch · Maxl Koch · Gregor Bornemann · Alemania                   | György Wossala · Károly Vezér · Pepe Németh · Hungría             | Dag Usterud · Arne Ottestad · Eskil Goldeng · Noruega                   |
| XXXVIII | 2006 | Balatón · ( Hungría)           | Serhi Pichuhin · Serhi Timojov · Ivan Chehlati · Ucrania               | Roman Koch · Maxl Koch · Gregor Bornemann · Alemania              | Carl Auteried · Udo Moser · Martin Kendler · Austria                    |
| XXXIX   | 2007 | Arendal · ( Noruega)           | Boštjan Antončič Serhi Pichuhin Gennadi Strakh Eslovenia               | Thomas Maschkiwitz · Christian Öhler · Kristóf Wossala · Alemania | Gustavo Warburg Máximo Smith Miguel Lacour Argentina                    |
| XL      | 2008 | Balatonfüred · ( Hungría)      | György Wossala · Károly Vezér · Pepe Németh · Hungría                  | Roman Koch · Maxl Koch · Gregor Bornemann · Alemania              | Johan Offermans · Bas Dusee · Dominik Meissner · Países Bajos           |
| XLI     | 2009 | Iseo · ( Italia)               | Roman Koch · Maxl Koch · Gregor Bornemann · Alemania                   | Carl Auteried · Udo Moser · Martin Kendler · Austria              | György Wossala · Károly Vezér · Pepe Németh · Hungría                   |
| XLII    | 2010 | La Trinité-sur-Mer ( Francia)  | György Wossala · Károly Vezér · Pepe Németh · Hungría                  | Roman Koch · Maxl Koch · Gregor Bornemann · Alemania              | Gustavo Warburg Hernán Celedoni Máximo Smith Argentina                  |
| XLIII   | 2011 | Litzelberg · ( Austria)        | Uwe Steingroß · Karsten Eller · Tim Giesecke · Alemania                | Stuart Walker Georg Stadler Johannes Zopf Estados Unidos          | Johann Kahls · Christian Kahls · Ronnie Zeiller · Austria               |
| XLIV    | 2012 | Aarhus ( Dinamarca)            | Gustavo Warburg Rodrigo Ferrés Miguel Lacour Argentina                 | Karl Haist · Martin Zeileis · Patrick Wichmann · Alemania         | Rudy den Outer · Gavin Lidlow · Ramzi Souli · Países Bajos              |
| XLV     | 2013 | Castiglione · ( Italia)        | Ihor Yushko · Serhi Pichuhin · Dmitri Yarmolenko · Ucrania             | Roman Koch · Maxl Koch · Gregor Bornemann · Alemania              | Charles Kamps Jeremy McMahon Toby Kamps Estados Unidos                  |
| XLVI    | 2014 | Quiberon ( Francia)            | Uwe Steingroß · Karsten Eller · Tim Giesecke · Alemania                | Peter Hall · William Hall · Steve Lacey · Canadá                  | Rudy den Outer · Gavin Lidlow · Ramzi Souli · Países Bajos              |
| XLVII   | 2015 | Berlín · ( Alemania)           | Jochen Schümann · Thomas Flach · Ingo Borkowski · Alemania             | Farkas Litkey · Károly Vezér · Gábor Oroszlán · Hungría           | Ihor Yushko · Serhi Pichuhin · Ihor Severianov · Ucrania                |
| XLVIII  | 2016 | Traunsee · ( Austria)          | Christian Binder · Christian Feitchinger · Klaus Kratochwill · Austria | Farkas Litkey · Kristóf Joó · Gábor Oroszlán · Hungría            | Peter Hall · William Hall · Steve Lacey · Canadá                        |
| XLIX    | 2017 | Riva del Garda · ( Italia)     | Farkas Litkey · Károly Vezér · Csaba Weinhardt · Hungría               | Florian Felzmann · Michael Felzmann · Margund Schuh · Austria     | Ihor Yushko · Serhi Pichuhin · Ihor Severianov · Ucrania                |
| L       | 2018 | Alsóörs · ( Hungría)           | Sándor Varjas · László Kovácsi · Gábor Meretei · Hungría               | György Wossala · Pepe Németh · Kristóf Wossala · Hungría          | Annamária Sabján · Bea Majoross · András Bajusz · Hungría               |
| LI      | 2019 | Torbole · ( Italia)            | Eki Heinonen · Gabor Helmhout · Mathias Heinonen · Finlandia           | Sándor Varjas · László Kovácsi · Gábor Meretei · Hungría          | Florian Felzmann · Michael Felzmann · Markus Gnan · Austria             |
| LII     | 2021 | Mandello del Lario · ( Italia) | Rudy den Outer · Theo de Lange · Ramzi Souli · Países Bajos            | Sándor Varjas · László Kovácsi · Gábor Meretei · Hungría          | György Wossala · Károly Vezér · Kristóf Wossala · Hungría               |
| LIII    | 2022 | Attersee · ( Austria)          | Florian Felzmann · Stephan Beurle · Michael Felzmann · Austria         | Sándor Varjas · László Kovácsi · Gábor Meretei · Hungría          | Christian Spiessberger · Max Reisinger · Gerhard Schlipfinger · Austria |
| LIV     | 2023 | Warnemunde · ( Alemania)       | Kristian Nergaard · Johan Barne · Tomas Mathisen · Noruega             | Sándor Varjas · László Kovácsi · Gábor Meretei · Hungría          | Peter Hall · Martin Zeileis · Max Reisinger · Canadá                    |
| LV      | 2024 | La Baule ( Francia)            | Kristian Nergaard · Johan Barne · Tomas Mathisen · Noruega             | Farkas Litkey · Károly Vezér · Kristóf Wossala · Hungría          | Peter Hall · Trevor Parekh · Kristóf Joó · Canadá                       |

## Medallero histórico
- Actualizado hasta La Baule 2024.

| Núm. | País           | Oro | Plata | Bronce | Total |
| ---- | -------------- | --- | ----- | ------ | ----- |
| 1    | Alemania       | 15  | 18    | 12     | 45    |
| 2    | Austria        | 6   | 5     | 6      | 17    |
| 3    | Hungría        | 5   | 9     | 5      | 19    |
| 4    | Dinamarca      | 5   | 3     | 6      | 14    |
| 5    | Noruega        | 4   | 1     | 4      | 9     |
| 6    | Ucrania        | 4   | 1     | 3      | 8     |
| 7    | Suecia         | 3   | 4     | 3      | 10    |
| 8    | Canadá         | 3   | 2     | 4      | 9     |
| 9    | Rusia          | 2   | 6     | 2      | 10    |
| 10   | Países Bajos   | 2   | 2     | 4      | 8     |
| 11   | Estados Unidos | 1   | 2     | 1      | 4     |
| 12   | Eslovenia      | 1   | 1     | 0      | 2     |
| 13   | Argentina      | 1   | 0     | 2      | 3     |
| 14   | Brasil         | 1   | 0     | 0      | 1     |
| 14   | Finlandia      | 1   | 0     | 0      | 1     |
| 14   | Francia        | 1   | 0     | 0      | 1     |
| 17   | Reino Unido    | 0   | 2     | 0      | 2     |
| 18   | Australia      | 0   | 0     | 2      | 2     |
| 19   | Italia         | 0   | 0     | 1      | 1     |
|      | TOTAL          | 55  | 55    | 55     | 165   |

1. ↑  Incluye las medallas obtenidas por la RFA y la RDA entre 1949 y 1990.
2. 1 2 3 4 5  En estos campeonatos está permitida la participación de regatistas de otros continentes.
3. ↑  Incluye las medallas obtenidas por la URSS.